# Одюбон (Айова)
Одюбон (англ. Audubon) — місто (англ. city) в США, в окрузі Одюбон штату Айова. Населення — 2053 особи (2020).

## Географія
Одюбон розташований за координатами 41°43′6″ пн. ш. 94°55′43″ зх. д. / 41.71833° пн. ш. 94.92861° зх. д. (41.718329, -94.928573).  За даними Бюро перепису населення США в 2010 році місто мало площу 4,87 км², уся площа — суходіл.

## Історія
Місто отримало свою назву на честь американського орнітолога та художника Джона Одюбона. Було засноване залізничною компанією Chicago, Rock Island and Pacific Railroad 23 вересня 1878 року. Будівництво залізниці було завершено 6 грудня 1878. До 16 грудня 1878 в місті вже було понад 50 будинків, банк, шість магазинів, два готелі, ресторан та школа. 1879 року окружний центр був перенесений в Одюбон з прилеглої Екзіри. Після 1900 року зростання міста сповільнилося.

## Культура
В останню суботу квітня відбувається щорічний фестиваль Джона Джеймса Одюбона на честь назви міста.
У Одюбоні розташований величезний пам'ятник бику під назвою «Бик Альберт». Його висота близько 9 метрів при вазі 45 тонн. Пам'ятник видний з шосе 71 навіть в нічний час завдяки підсвічуванню.

## Демографія
Згідно з переписом 2010 року, у місті мешкало 2176 осіб у 961 домогосподарстві у складі 586 родин. Густота населення становила 447 осіб/км².  Було 1106 помешкань (227/км²).
Расовий склад населення:
| - 98,9 % — білих - 0,3 % — корінних американців - 0,2 % — чорних або афроамериканців - 0,2 % — азіатів |

До двох чи більше рас належало 0,3 %. Частка іспаномовних становила 0,7 % від усіх жителів.
За віковим діапазоном населення розподілялося таким чином: 21,9 % — особи молодші 18 років, 49,6 % — особи у віці 18—64 років, 28,5 % — особи у віці 65 років та старші. Медіана віку мешканця становила 47,5 року. На 100 осіб жіночої статі у місті припадало 86,8 чоловіків;  на 100 жінок у віці від 18 років та старших — 84,3 чоловіків також старших 18 років.
Середній дохід на одне домашнє господарство  становив 54 425 доларів США (медіана — 37 983), а середній дохід на одну сім'ю — 66 184 долари (медіана — 57 143). Медіана доходів становила 46 176 доларів для чоловіків та 29 659 доларів для жінок. За межею бідності перебувало 11,6 % осіб, у тому числі 12,5 % дітей у віці до 18 років та 6,2 % осіб у віці 65 років та старших.
Цивільне працевлаштоване населення становило 954 особи. Основні галузі зайнятості: освіта, охорона здоров'я та соціальна допомога — 24,6 %, роздрібна торгівля — 14,8 %, сільське господарство, лісництво, риболовля — 11,6 %.